# Untergrundprojekt 131
Das Untergrundprojekt 131 (chinesisch “131”地下工程, Pinyin „131“ Dìxià Gongcheng) ist eine aus zahlreichen Tunneln bestehende Bunkeranlage in der chinesischen Provinz Hubei. 

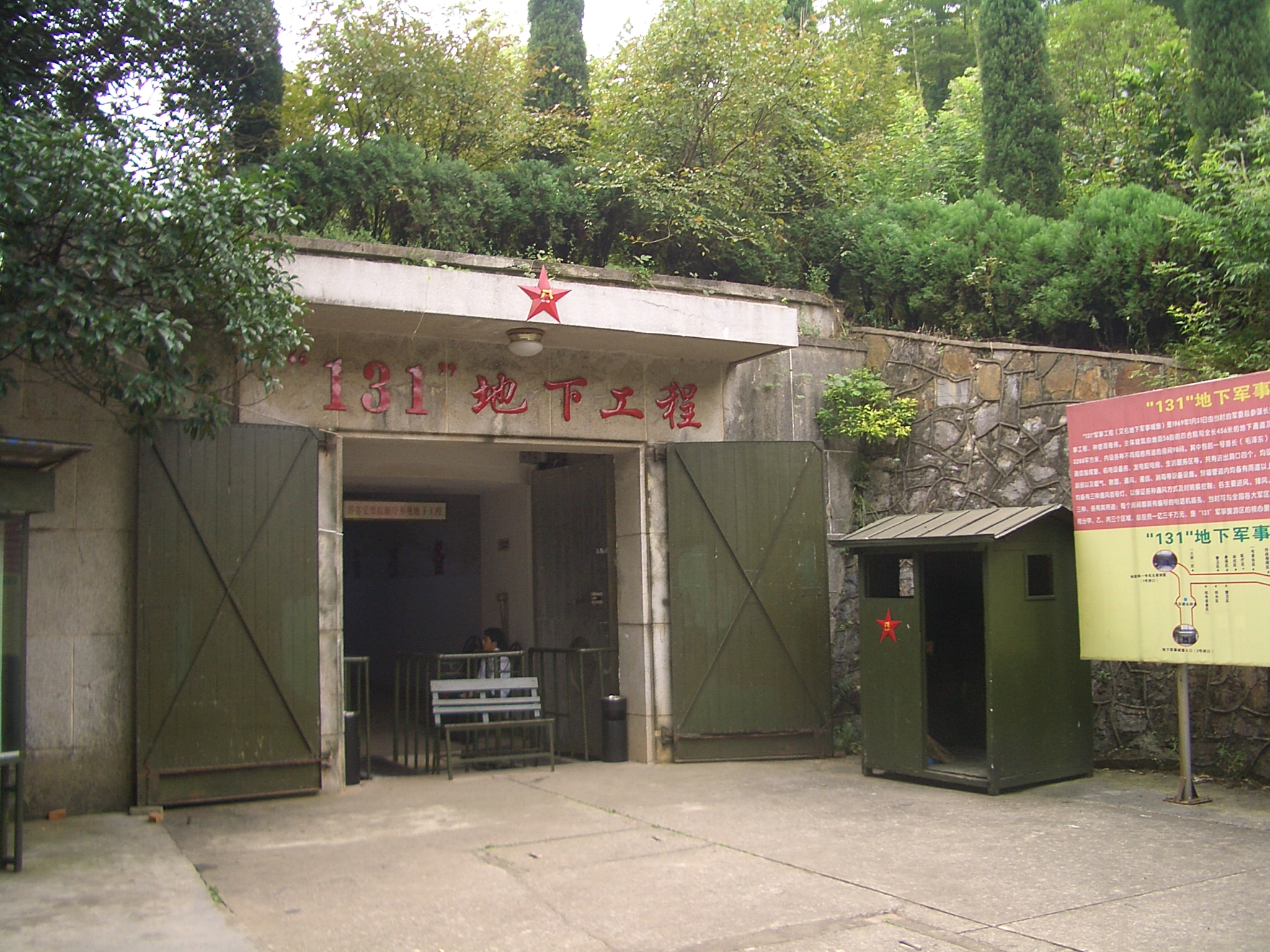
Eingangsbereich

## Beschreibung
Das Tunnelsystem wurde Ende der 1960er bis Anfang der 1970er errichtet, um im Falle eines Atomangriffes die militärische Führung Chinas zu schützen. Die Anlage wurde jedoch niemals fertiggestellt oder benutzt und ist heute eine frei zugängliche Touristenattraktion.
Das Untergrundprojekt 131 ist in der Nähe der Gemeinde Gaoqiao (高桥镇) im Bezirk Xian’an der Präfekturstadt Xianning in der Provinz Hubei. Es befindet sich etwa 15 km östlich des Stadtgebietes von Xianning und 80 km südlich vom Zentrum Wuhans.
Das Tunnelsystem soll 456 Meter lang sein und die Baukosten werden mit 130 Millionen Yuan beziffert.

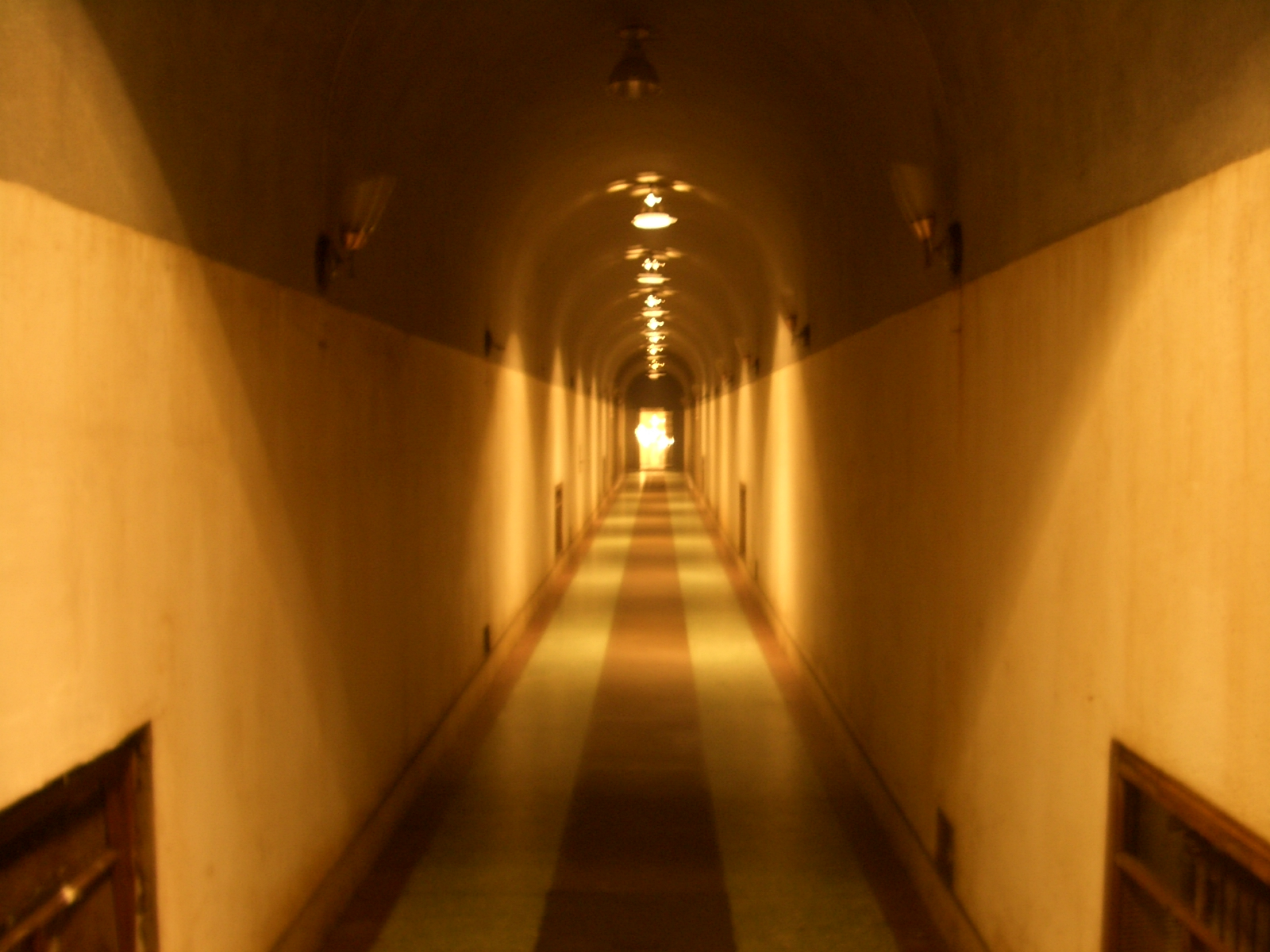
In einem Tunnel

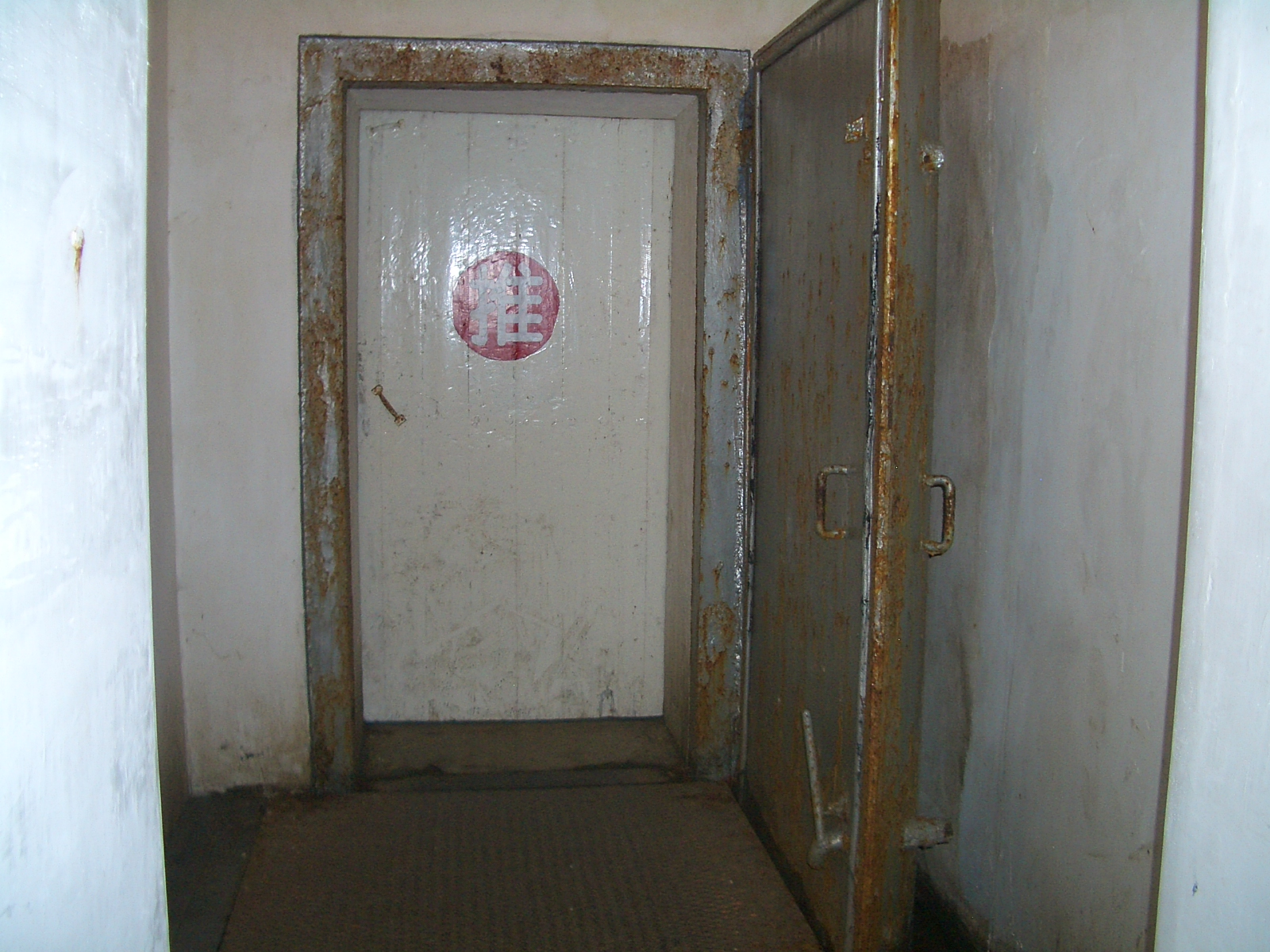
Bunkertüren in der Nähe des Einganges